# Króle (Owieczki)
Króle – część wsi Owieczki w Polsce położona w województwie łódzkim, w powiecie sieradzkim, w gminie Klonowa.
W latach 1975–1998 Króle administracyjnie należały do województwa sieradzkiego.